# گودوریتسا
گودوریتسا (به صربی: Gudurica) یک منطقهٔ مسکونی در صربستان است که در Vršac municipality واقع شده‌است. گودوریتسا ۱٬۰۹۲ نفر جمعیت دارد و ۱۱۱ متر بالاتر از سطح دریا واقع شده‌است.